# Habrodesmus ecarinatus
Habrodesmus ecarinatus är en mångfotingart som beskrevs av Carl Graf Attems. Habrodesmus ecarinatus ingår i släktet Habrodesmus och familjen orangeridubbelfotingar. Inga underarter finns listade i Catalogue of Life.